# U 11 (U-Boot, 1968)
U 11 ist ein deutsches U-Boot der Bundeswehr der Klasse 205, auch Klasse 205mod oder U 9-Klasse. Es hatte die NATO-Kennung S 190. Seit 2005 ist das Boot als U-Boot Museum Fehmarn im Hafen von Burgstaaken zu besichtigen.

## Geschichte
Der Bau erfolgte durch die Kieler Howaldtswerke, die Indienststellung als drittes der zwölf Boote dieser Klasse am 21. Juni 1968. Es legte insgesamt 177.898 Seemeilen zurück, davon 15.530 getaucht. Vom 5. Januar 1987 bis 30. September 1988 erfolgte der Umbau zum Unterwasserzieldarstellungsboot. Dazu erhielt es eine zweite Bootshülle, die den eigentlichen Druckkörper vor Beschädigungen bei versehentlichen Treffern schützen sollte.
Am 3. Februar 1997 stieß U 11 südlich der Insel Langeland mit dem finnischen 90.000 BRT Tanker Natura zusammen. Das Boot wurde leicht an der Verkleidung und am Turm beschädigt.
Nach seiner Außerdienststellung am 30. Oktober 2003 ist es nunmehr als Museumsschiff in Burgstaaken auf Fehmarn zu besichtigen. Zur Erinnerung an die lange Patenschaft mit der Großen Kreisstadt Öhringen wurde der Propeller des Unterseebootes am neuen Kreisverkehr U11-Ring am Eingang des Neubaugebietes Öhringer Limespark installiert.

## Technik
Die letzten vier Boote der Klasse 205, U 9 bis U 12, wurden aus drei verschiedenen nicht-magnetisierbaren Stählen gefertigt. Für U 11 wurde Stahl der Sorte PN 18 S2 (1.3964) von Phoenix-Rheinrohr-Stahl eingesetzt. Im Vergleich mit den für den Bau der U 9, U 10 und U 12 verwendeten Stählen bewährte sich PN 18 S2 am besten und wurde seither für den Bau aller späteren deutschen U-Boote eingesetzt.
Der Turmaufbau wurde verändert um den Wellenwiderstand bei Schnorchelfahrt zu vermindern. Ebenso war auf dem Vorschiff ein Hüllkörper angebracht, in dem der Schwinger der DUUX 2A-Anlage, einem Passivsonar zur Entfernungsmessung, untergebracht war. Zwei weitere Schwinger waren vorne und achtern im Turmaufbau verbaut.

Interieurbilder
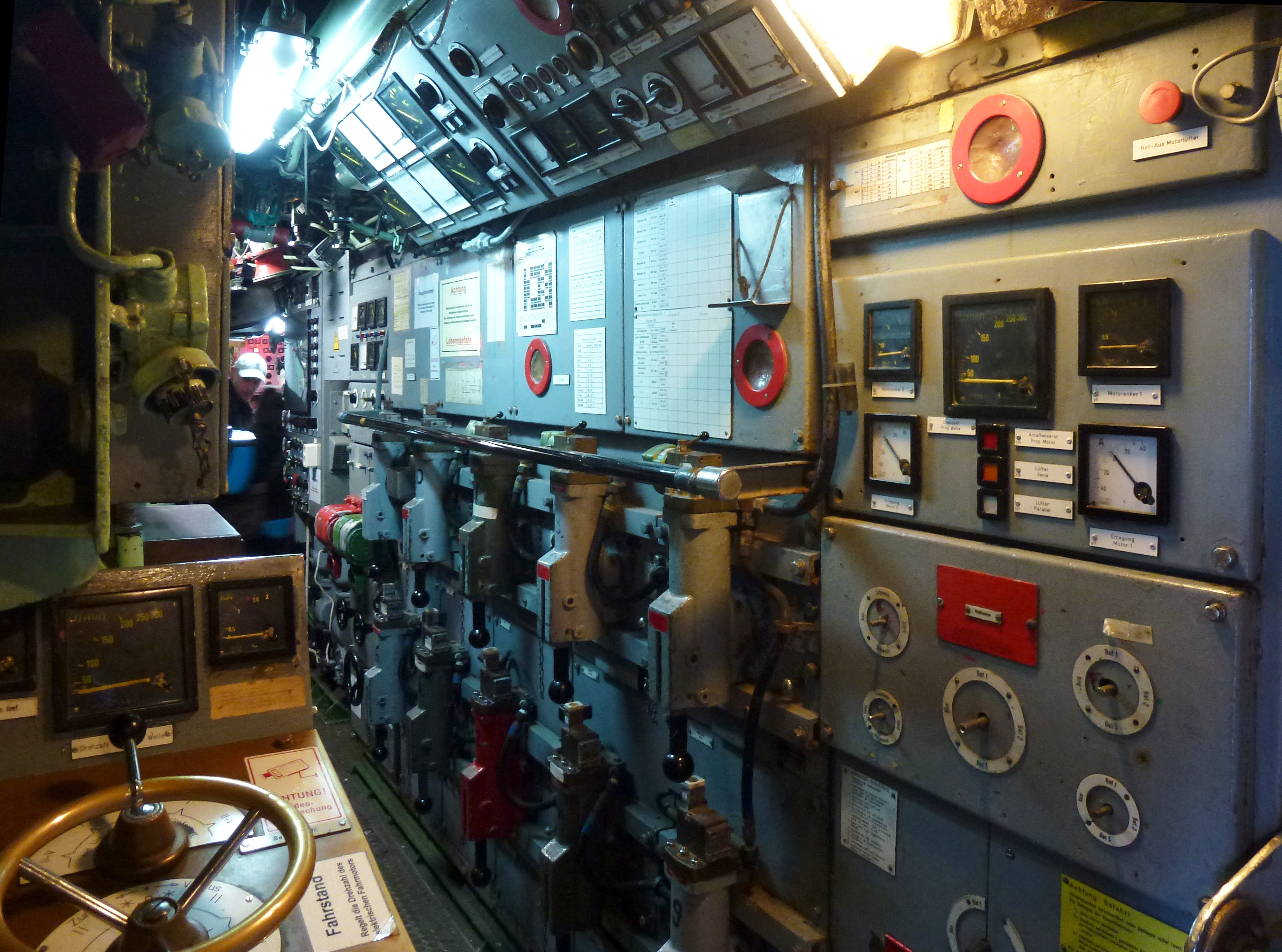
Fahrstand
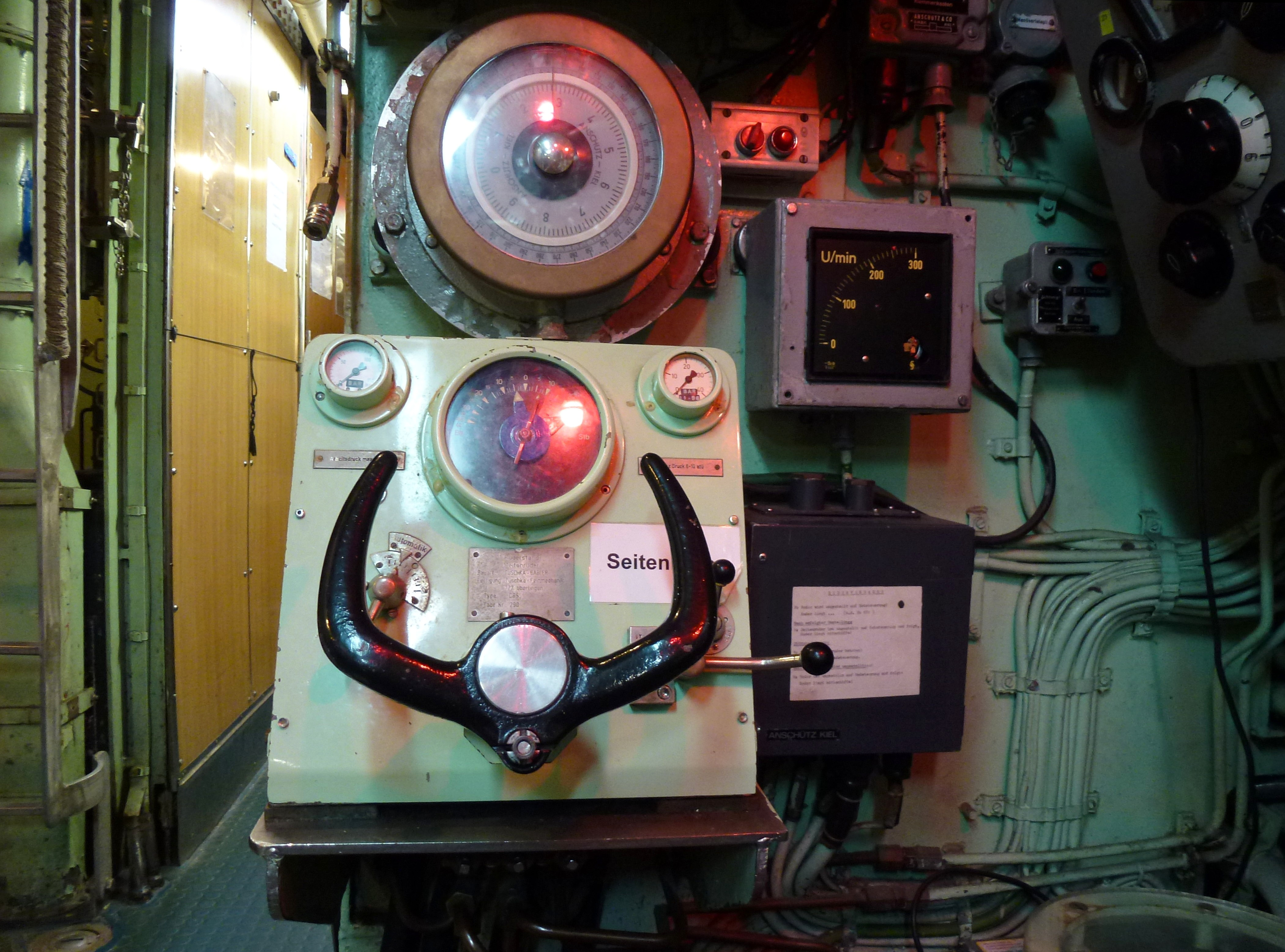
Seitenruder
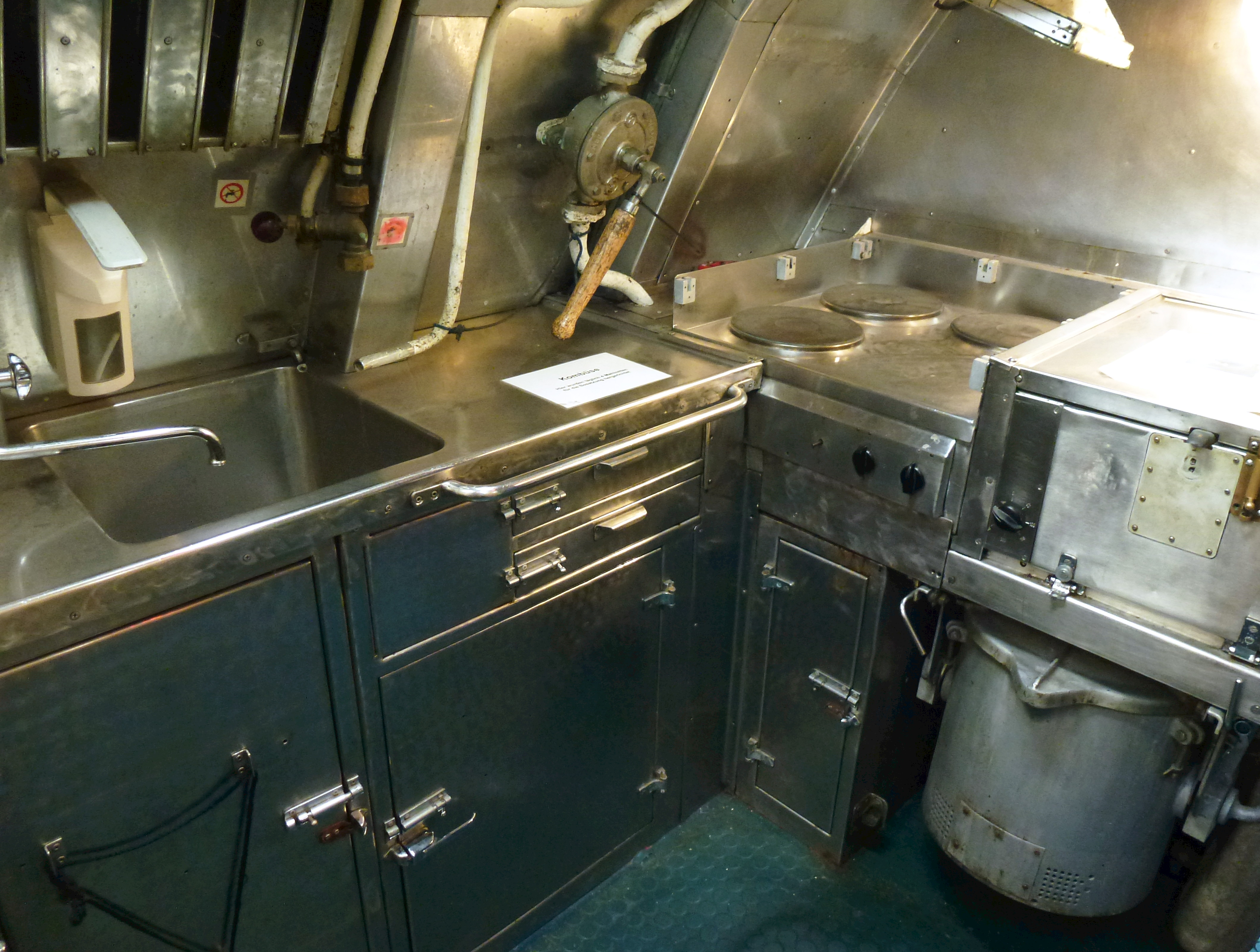
Kombüse
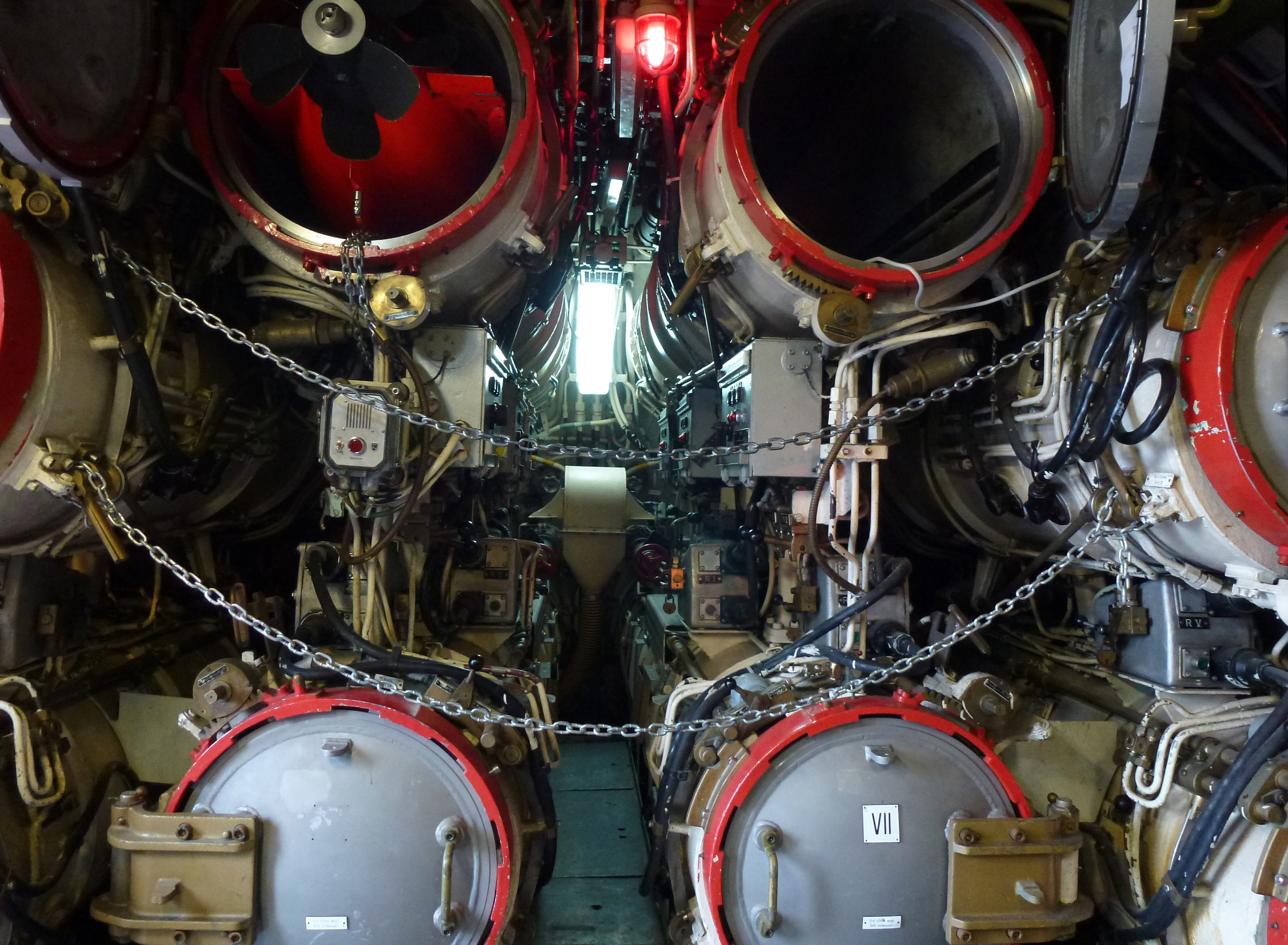
Torpedorohre

## Wappen
|  | Blasonierung: „Der gold eingefasste Schild des Wappens von U 11 zeigt auf diagonal schwarz und rot geteiltem Grund ein goldenes U, dessen linke und rechte Flanke gleichzeitig jeweils eine 1 darstellen.“ |
|  | |

## Museum
Das U-Boot Museum Fehmarn wurde im Sommer 2005 im Hafen von Burgstaaken eröffnet. Es waren zwei Kräne notwendig, um das 560 Tonnen schwere U-Boot an seinen Platz zu heben. Das Boot ist über Wasser, voll sichtbar, aufgestellt und wird über eine Fußgängerbrücke erreicht. Zum Museum gehört auch ein Ausstellungspavillon, in dem über die deutschen U-Boote und deren Geschichte in der Nachkriegszeit zu erfahren ist. Die Besichtigung des U-Bootes ist uneingeschränkt möglich.